# San Fernando (Tamaulipas)
San Fernando is een stad in de Mexicaanse deelstaat Tamaulipas. San Fernando heeft 57.220 inwoners (census 2010) en is de hoofdplaats van de gemeente San Fernando.
In augustus 2010 was de plaats de locatie van een massamoord op immigranten, waarbij 72 voornamelijk Centraal-Amerikaanse illegale immigranten uitgemoord werden door leden van de Zetas. In april 2011 werden bij San Fernando massagraven ontdekt waarin zich zeker 183 lichamen bevonden; vermoedelijk is ook hier de drugsmaffia de verantwoordelijke.